# Direktor
Direktor är en titel som används för föreståndare vid vissa, oftast kyrkliga, institutioner. Ordet har funnits i svenska språket sedan 1636 och kommer av det latinska direc´tor. En direktor kan till exempel arbeta vid diakonistiftelser eller teologiska institut.
Enligt Svenska Akademiens ordbok från 1915 kan titeln även användas för en person som dirigerar samt för medlemmar av det franska direktoriet.